# سريتي جها
سريتي جها (مواليد 26 فبراير 1986) هي ممثلة تلفزيونية هندية مشهورة تظهر في المسلسلات الهندية
و من أشهر مسلسلاتها مكانك في القلب هو القلب كله (Kumkum Bhagya) و حصلت على العديد من الجوائز و تعتبر من ممثلات الصف الأول.

## مهنة
صعدت إلى الصدارة مع أدوارها في المسلسلات جيا جيل (Jiya Jale) و جيوت (Jyoti) و دعاء من القلب ... أتمنى لك التوفيق (Dil Se Di Dua... Saubhagyavati Bhava)، فتاة أكثر (Balika Vadhu) مكانك في القلب هو القلب كله (Kumkum Bhagya)، فازت بجائزة تيلي (Telly Award) لأفضل ممثلة في دور قيادي وجائزة آتيا (ITA) لأفضل ممثلة في مسلسل درامي عن دورها "براغيا ميهرا (Pragya Mehra) في المسلسل التلفزيوني لـ إيكتا كابور مكانك في القلب هو القلب كله (Kumkum Bhagya).

## الادوار التلفزيونية
| السنة        | العمل                                 | الدور         | القناة       |
| ------------ | ------------------------------------- | ------------- | ------------ |
| 2007–2008    | Dhoom Machaao Dhoom                   | Malini Sharma | Disney India |
| 2007         | Jiya Jale                             | Sunaina Kotak | 9X Media     |
| 2009         | Shaurya Aur Suhani                    | Suhani        | Star Plus    |
| 2009         | Jyoti                                 | Sudha/Devika  | NDTV Imagine |
| 2010         | Rakt Sambandh                         | Sandhya       | NDTV Imagine |
| 2011–2013    | Dil Se Di Dua... Saubhagyavati Bhava? | Jhanvi/Sia    | Life OK      |
| 2013         | Balika Vadhu                          | Ganga         | Colors TV    |
| 2014–present | Kumkum Bhagya                         | Pragya Arora  | Zee TV       |
| 2017–2018    | Kundali Bhagya                        | Pragya Arora  | Zee TV       |

## روابط خارجية
- سريتي جها على موقع IMDb (الإنجليزية)
- سريتي جها على موقع قاعدة بيانات الفيلم (الإنجليزية)
- سريتي جها على موقع كينوبويسك (الروسية)